# Fujimura
Fujimura ist ein japanischer Familienname.
In der häufigsten Schreibung 藤村 hat er die Bedeutung „Glyzinien-Dorf“, der hauptsächlich im westlichen Honshū und auf den Ryūkyū-Inseln zu finden ist.

## Namensträger
- Keita Fujimura (* 1993), japanischer Fußballspieler
- Mihoko Fujimura (* 1966), japanische Opernsängerin
- Fujimura Misao (1886–1903), japanischer Schüler und Suizident
- Nobuko Fujimura (* 1965), japanische Marathonläuferin
- Osamu Fujimura (* 1949), japanischer Politiker
- Ren Fujimura (* 1999), japanischer Fußballspieler
- Fujimura Ryosuke (1895–1942), japanischer Generalleutnant
- Shin’ichi Fujimura (* 1950), japanischer Archäologe und Fälscher
- Shoko Fujimura (* 1987), japanische Eisschnellläuferin
- Tomomi Fujimura (* 1978), japanische Fußballspielerin
- Yosuke Fujimura (* 1995), japanischer Go-Spieler
- Yukihiro Fujimura, eigentlicher Name von Chachamaru (* 1960), japanischer Gitarrist